# Casa Universal de Justícia

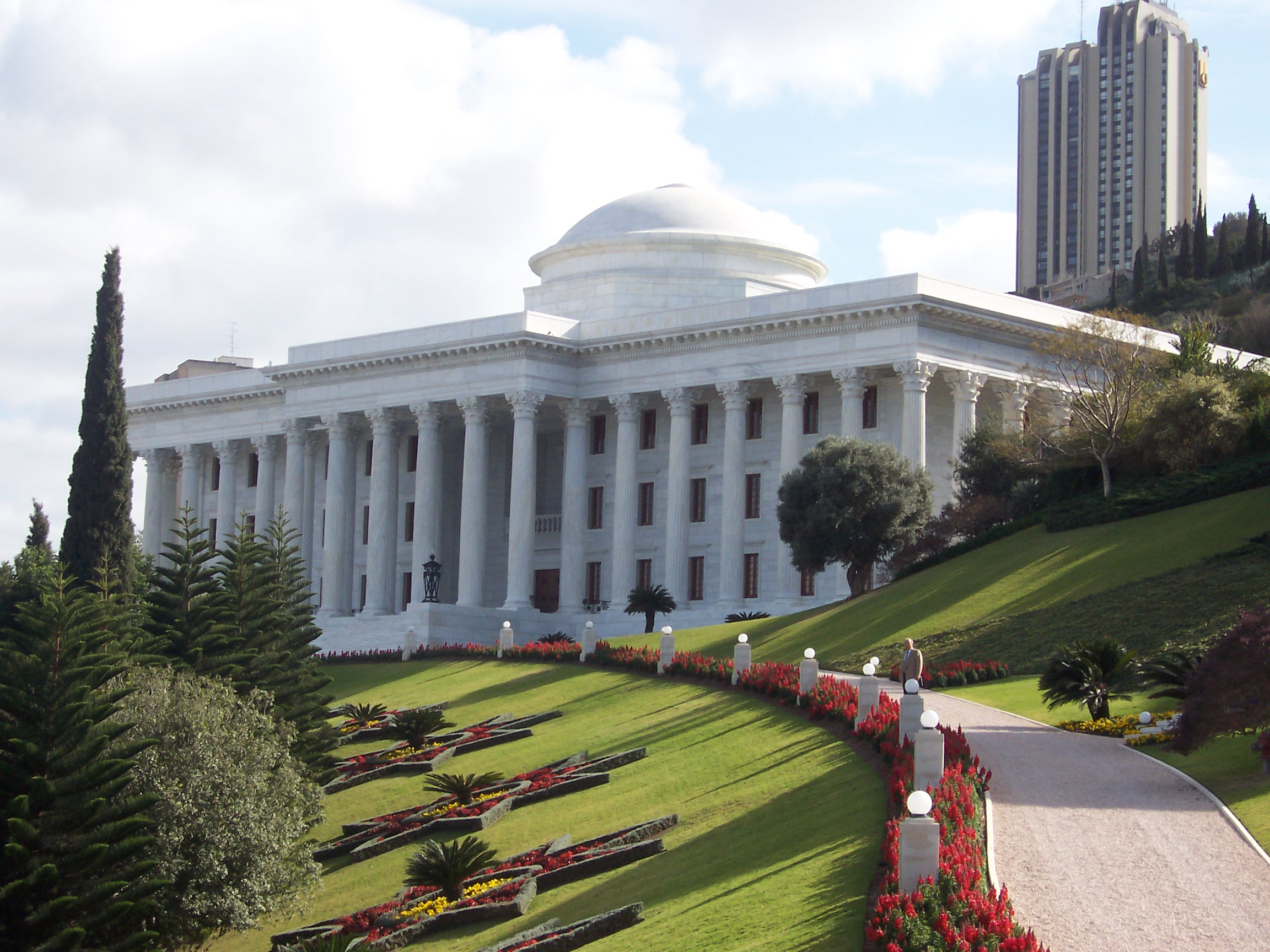
Seu de la Casa Universal de Justícia, 2006

La Casa Universal de Justícia és la institució suprema de govern de la Fe bahà'í. Els seus nou membres són escollits cada cinc anys per sufragi indirecte, votats per tots els membres de cada Assemblea Espiritual Nacional. És una institució legislativa amb l'autoritat de suplementar i donar vigència a les lleis de Bahà'u'llàh i exerceix una funció judicial com la institució apel·lativa suprema en l'administració bahà'í.
La Seu de la Casa Universal de Justícia és a Haifa (Israel) -on també resideixen els seus membres-, al Mont Carmel, on els escrits Bahà'u'llàh i 'Abdu'l-Bahà indicaven. Hi va ser oficialment establerta l'any 1963, cent anys després de la declaració de Bahà'u'llàh com a Manifestació de Déu per a aquesta època.
Els llibres i documents publicats per la Casa Universal de Justícia són considerats oficials i les seves decisions legislatives els bahà'ís les consideren infal·libles.